# 天生臭臉綜合症
天生臭臉綜合症（英語：Resting bitch face，簡稱RBF，或稱bitchy resting face（BRF）；又譯天生生氣臉、天生臭臉），是指人無意識做出的一種像在生氣、惱怒、煩躁或蔑視的面部表情，特別是放鬆、休息或沒有流露任何情緒時的面部表情。

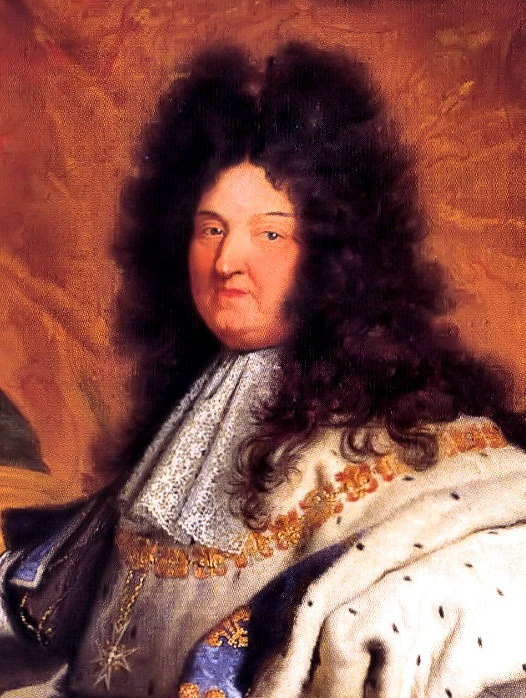
臉部放鬆時的路易十四，作者亚森特·里戈

心理學家對天生臭臉綜合症的概念進行了研究，可能與臉部傾向、性別刻板印象、人類決斷和决策等心理因素有關。資訊科技科學家也使用了一種臉部辨識系統對其進行研究，他們發現這種現象是真實存在的，且雖然概念名稱中使用了指女性的單字「bitch」，但其在男性中出現的機率跟女性一樣普遍。

## 歷史
《纽约时报》作家格蘭特·巴雷特在一份2013年末的新流行單字片語盤點中稱，該片語可追溯到「至少十年」前。
2013年5月22日，喜劇團體Broken People在Funny or Die網站上傳了一部戲仿公共服務宣導的影片，標題為「Bitchy Resting Face」（BRF），內容為因面無表情時看起來像在生氣而受困擾者尋求沒有此困擾者的理解。
天生臭臉綜合症成為了流行的網路迷因，以首字母縮寫「RBF」為人熟知。

## 廣泛傳播
媒體開始廣泛使用「天生臭臉綜合症」這個詞彙。如被《柯夢波丹》和《Elle》等針對女性的生活和時尚雜誌使用，也在虛構和非虛構的文學出版作品中出現。
哈德利·弗里曼寫道，在Broken People的影片中被使用後，該詞便極大地為人熟知，她也指出影片中描述男性使用的詞「Resting Asshole Face」（RAF）沒有收到同樣多的討論。纽约大学心理學家喬納森·弗里曼（Jonathan Freeman）進行的一項研究顯示，稍微憤怒的面部表情會讓他人覺得你不可靠。
2014年，克洛伊·霍格（Chloé Hogg）在期刊《语文学季刊》發表的文章中聲稱此現象並不新鮮，並附上亚森特·里戈所繪的路易十四「天生臭臉」肖像畫。天生臭臉綜合症在兇猛的程度上可能差異極大。
2015年，CBS新聞報導有些整形醫生會實施手術來幫助天生臭臉綜合症患者。
2019年，喜劇演員安德魯·道爾稱他對女演員為Titania McGrath一角進行了試鏡，部分原因是她能把Titania的天生臭臉演得很逼真。